# Естадіо Оскар Кітеньо
«Естадіо Олімпіко Оскар Альберто Кітеньо» (ісп. Estadio Olímpico Óscar Alberto Quiteño) — багатофункціональний стадіон у місті Санта-Ана, Сальвадор, домашня арена ФК «ФАС».
Стадіон побудований 1962 року та відкритий у 1963 році. У 2010 та 2014 роках реконструйований. Має потужність 17 500 глядачів. 
Стадіону присвоєно ім'я легендарного сальвадорського футболіста Оскара Кітеньо. 